# Токар
Токар — город в провинции Красное Море в Судане. Расположен в дельте реки Барака, в 75 км к юго-востоку от Суакина.

## История

#### Сражение при Токаре
В январе 1884 года многочисленные толпы дервишей под начальством Османа Дигмы осадили Токар и лежащий к западу от Суакима Синкат. Бекер-паша вошёл в устье реки Барки, в гавань Тринкатат, чтобы освободить Токар, стоящий в 21 км от устья, но на пути, при колодце Эль-Теб, наткнулся (4 февраля) на неприятеля, втрое превосходившего его силами, и потерял 2/3 своего войска и почти всю артиллерию. Тогда команду над всеми англо-египетскими войсками принял генерал Грагам и с 4000 солдат пошёл на врага, успевшего взять Токар и Синкат; неприятель укрепился возле того же источника Эль-Теб и поджидал англичан и египтян, имея 10000-е войско. Грагам напал на Османа Дигму, разбил его, отбил потерянную 4 февраля артиллерию; арабы потеряли целую треть войска (29 февраля). Токар был взят англо-египетскими войсками (2 марта), но через неделю Грагам его покинул.